# Sarawakodendron
Sarawakodendron là một chi thực vật thuộc họ Celastraceae.
Bao gồm các loài:
- Sarawakodendron filamentosum, Ding Hou